# Megaphragma macrostigmum
Megaphragma macrostigmum är en stekelart som först beskrevs av Lin 1992.  Megaphragma macrostigmum ingår i släktet Megaphragma och familjen hårstrimsteklar. Inga underarter finns listade i Catalogue of Life.